# Shirokawa (Ehime)
El Pueblo de Shirokawa (城川町 Shirokawa-chō?) fue un pueblo del extinto Distrito de Higashiuwa en la Región de Nanyo (南予地方 Nanyo-chihō?) de la Prefectura de Ehime.
El 1 de abril de 2004 desaparece al fusionarse con los otros pueblos del Distrito de Higashiuwa y el pueblo de Mikame del Nishiuwa. Es una zona montañosa y se denominaba a sí misma "Oku-Iyo (奥伊予?)", y a partir de 1983 utilizó el lema "A nuestro pueblo la belleza" para promovese a sí misma a su estilo, sin intenciones de sobresalir. Aún conserva las tradiciones de una aldea agrícola.
El pueblo de Shirokawa está emplazado en la zona montañosa del sur de la Prefectura de Ehime y separada de la Prefectura de Kōchi por montañas. La Ruta Nacional 197 corre paralela a uno de los principales afluentes del Río Hiji (肱川 Hiji-kawa?), el Río Kurose (黒瀬川 Kurose-gawa?), en sentido sur-norte y constituyendo la principal vía de acceso al pueblo.
Los núcleos poblacionales se concentran en torno al Río Kurose y sus afluentes. La mayor parte del pueblo tiene pendientes muy pronunciadas, sin embargo se pueden encontrar huertas. 
Previo a pasar formar parte de la nueva ciudad de Seiyo, tenía una superficie de 127.31 km² y una población de 4,835 habitantes (a 1 de octubre de 2000). Asimismo limitaba con los pueblos de Nomura del ya extinto Distrito de Higashiuwa (actualmente parte de la ciudad de Seiyo), los pueblos de Hiromi y Hiyoshi (ambos parte del actual pueblo de Kihoku) del Distrito de Kitauwa y el pueblo de Yusuhara (檮原町 Yusuhara-chō?) del Distrito de Takaoka (高岡郡 Takaoka-gun?).

## Origen del Nombre
El nombre fue resultado de los nombres propuestos en una consulta pública al momento de pasar a la categoría de pueblo en el año 1959. Hasta entonces era conocida como Villa de Kurosegawa (黒瀬川村 Kurosegawa-mura?). Fueron períodos inestables, en los que se mencionan hasta propuestas para dividir el pueblo, por lo que el nuevo nombre fue en parte una excusa para cambiar el clima dentro del pueblo y direccionarlo a la formación de un distrito más agradable en el cual vivir.
Hubo 250 propuestas, de los cuales 8 fueron a favor de Shirokawa, de acuerdo a registros de la época. En la explicación para la elección del nombre consta que la palabra shiro (城) se utilizó porque estaba conformada por la letra tsuchi (土) de la ex Villa de Doi (土居村 Doi-mura?) y la letra sei (成) de la ex Villa de Uonashi (魚成村 Uonashi-mura?), y la letra kawa (川) presente en las ex villas de Villa de Takagawa (高川村 Takagawa-mura?) y Villa de Yusukawa (遊子川村 Yusukawa-mura?).

## Historia
- 1954: se produce la fusión de las villas de Doi, Uonashi, Takagawa y Yusukawa, formando la Villa de Kurosegawa. La población de entonces era de 12,369 habitantes.
- 1956: se determina el emplazamiento del edificio de la Municipalidad.
- 1957: en diciembre se realiza la mudanza al nuevo edificio.
- 1959: asciende a la categoría de pueblo y pasa a llamarse Shirokawa.
- 1977: se vuelve a trasladar la Municipalidad (al emplazamiento actual).
- 1978: en diciembre se inaugura un nuevo edificio para la Municipalidad.
- 2004: el 1 de abril se fusiona con los otros pueblos del ya extinto Distrito de Higashiuwa (Uwa, Nomura y Akehama) y el pueblo de Mikame del Distrito de Nishiuwa para formar la ciudad de Seiyo.

## Cultura
En este pueblo se llevaba a cabo la Fiesta del Embarrado (どろんこ祭り; Doronko-matsuri) que fue reconocido como Patrimonio Cultural de la Prefectura de Ehime. 
En sus orígenes fue una fiesta relacionada con el arroz, en el cual los agricultores agradecían la finalización de la plantación de la planta de arroz y rezaban a dios para que los proteja de la plaga y de la acción de la naturaleza a la vez que pedían por su propia salud.
Actualmente el sentido religioso quedó relegado, y la actividad principal consiste en embarrarse y disfrutar del día, convocando a miles y miles de personas a este habitualmente tranquilo pueblo.